# Ringo
Ringo — третий студийный альбом британского музыканта, барабанщика группы The Beatles Ринго Старра, выпущенный в 1973 году на Apple Records.
Он достиг № 2 в Billboard Top LPs & Tape и стал платиновым по версии RIAA.
В записи пластинки принимали участие все экс-битлы, что поклонниками группы истолковывается как один из «последних альбомов» The Beatles.

## История
После выпуска альбома стандартов Sentimental Journey и альбома в стиле кантри-н-вестерн Beaucoups of Blues в 1970 году, Старр записывал и выпускал только синглы — такие как «It Don’t Come Easy» в 1971 и «Back Off Boogaloo» в 1972 году.
В начале 1973 года Старр решил, что пришло время начать записывать свой первый настоящий сольный альбом. Он попросил продюсера Ричарда Перри руководить записью альбома, начавшейся в марте.
Ринго Старр попросил всех своих друзей-музыкантов помочь ему в записи альбома, и все они ответили положительно. В сессиях принимали участие: Марк Болан, члены The Band, Билли Престон, Клаус Форман, Ники Хопкинс, Гарри Нилссон и Джим Келтнер. Кроме того, Джордж Харрисон и Джон Леннон вместе с Ринго участвуют в записи песни Джона «I’m the Greatest», а Маккартни участвовал в «Six O’Clock».
После выпуска альбома в ноябре критики восприняли его на ура, альбом покорил канадские и американские чарты, а также занял 7-е место в Британии. В США синглы с альбома «Photograph» и «You’re Sixteen» заняли первые места хит-парадов.
При переиздании альбома на CD в 1991 году были добавлены бонус-песни «It Don’t Come Easy», «Early 1970» и «Down and Out».

## Список композиций

### Первая сторона
1. «I’m the Greatest» (Джон Леннон) — 3:21
2. «Have You Seen My Baby» (Рэнди Ньюмен) — 3:44
3. «Photograph» (Джордж Харрисон, Ричард Старки) — 3:56
4. «Sunshine Life for Me (Sail Away Raymond)» (Джордж Харрисон) — 2:45
5. «You’re Sixteen» (Боб Шерман, Дик Шерман) — 2:48

### Вторая сторона
1. «Oh My My» (Ричард Старки, Вини Понсия) — 4:16
2. «Step Lightly» (Ричард Старки) — 3:15
3. «Six O’Clock[англ.]» (Пол Маккартни) — 4:06
4. «Devil Woman» (Ричард Старки, Вини Понсия) — 3:50
5. «You and Me (Babe)[англ.]» (Джордж Харрисон, Мэл Эванс) — 4:59

### Бонусные композиции переиздания 1991 года
1. «It Don’t Come Easy» (Ричард Старки) — 3:02

1. «Early 1970[англ.]» (Ричард Старки) — 2:20
2. «Down and Out» (Ричард Старки) — 3:04

## Участники записи
- Ринго Старр — ведущий вокал (все треки), ударные (все треки), перкуссия (в песне 4)
- Джордж Харрисон — гитара (в песнях 1, 4), акустическая гитара (в песнях 3, 8), электрогитара (в песне 10), бэк-вокал (в песнях 3, 4)
- Марк Болан — гитара (в песне 2)
- Вини Понсия — акустическая гитара (в песнях 3, 10), гитара (в песне 5), бэк-вокал (в песнях 4, 6), перкуссия (в песне 8)
- Джимми Калверт — акустическая гитара (в песнях 3, 7), гитара (в песнях 5, 6, 9)
- Робби Робертсон — гитара (в песне 4)
- Стив Кроппер — электрогитара (в песне 7)
- Джон Леннон — фортепиано (в песне 1), бэк-вокал (в песне 1)
- Билли Престон — орган (в песнях 1, 6), фортепиано (в песне 6)
- Джеймс Букер — фортепиано (в песне 2)
- Ники Хопкинс — фортепиано (в песнях 3, 5, 10)
- Гарт Хадсон — аккордеон (в песне 4)
- Пол Маккартни — вокальное соло «kazoo» (в песне 5), фортепиано (в песне 8), синтезатор (в песне 8), бэк-вокал (в песне 8)
- Том Хенсли — фортепиано (в песне 9)
- Клаус Форман — бас-гитара (все треки)
- Джим Келтнер — барабаны (в песнях 2, 3, 5, 6, 9)
- Милт Холланд[англ.] — перкуссия (в песнях 2, 9), маримба (в песне 10)
- Лон и Деррек Ван Итоны[англ.] — перкуссия (в песне 3)
- Том Скотт[англ.] — рожки и аранжировки (в песнях 2, 6, 7, 9, 10)
- Чак Финдли[англ.] — рожки (в песне 9)
- Бобби Киз — саксофон (в песне 3)
- Левон Хелм — мандолина (в песне 4)
- Рик Данко[англ.] — скрипка (в песне 4)
- Дэвид Бромберг[англ.] — банджо (в песне 4), скрипка (в песне 4)
- Гарри Нилсон — бэк-вокал (в песне 5)
- Марта Ривз[англ.] — бэк-вокал (в песне 6)
- Мерри Клейтон[англ.] — бэк-вокал (в песне 6)
- Линда Маккартни — бэк-вокал (в песне 8)
- Ричард Перри — бэк-вокал (в песне 9)